# Gensou SkyDrift
Gensou SkyDrift (幻走スカイドリフト, Gensō SukaiDorifuto) é um jogo de corrida feito por fãs baseado no Touhou Project, por illuCalab e foi lançado em 2019 para Microsoft Windows e Nintendo Switch e em 2021 para Playstation 4. O time responsável pelo jogo havia previamente trabalhado no desenvolvimento de Mario Kart 8.

## Jogabilidade
Em Gensou SkyDrift, o jogador controla dois personagens simultaneamente, um piloto e um que faz papel de "prancha".  O jogador possui uma barra de 'poder', que aumenta constantemente enquanto a corrida acontece, mas pode ser aumentada mais rapidamente passando por anéis coloridos no percurso.  Quando a barra está cheia, o jogador pode fazer com que os dois personagens troquem as posições, o piloto se torna a "prancha" e a "prancha" se torna o piloto, ganhando um aumento de velocidade.  Além disso, quando a barra está cheia, o jogador recebe um dentre vários power-ups possíveis, como a criação de obstáculos na pista ou um aumento temporário na velocidade.
Gensou SkyDrift tem um modo história, no qual, ao completar corridas, o jogador pode desbloquear novos personagens e pistas. O jogador pode correr no modo um jogador contra a corredores controlados pelo jogo, ou no modo multijogador, online ou em tela dividida local contra outros jogadores. As versões Steam e Switch são compatíveis entre si .

## Desenvolvimento
Gensou SkyDrift foi anunciado em novembro de 2019, e lançado em 12 de dezembro para Steam e Nintendo Switch . A versão para PlayStation 4 foi planejada para ser lançada no primeiro trimestre de 2020, no entanto, devido a atrasos, o jogo não foi lançado para PS4 até 9 de março de 2021. É possível jogá-lo em um PS5 através da retro-compatibilidade .

## Recepção
Gensou SkyDrift recebeu "críticas desfavoráveis" no PlayStation 4, de acordo com o agregador de análises Metacritic .  Os revisores notaram a ausência de jogadores online e criticaram os gráficos desatualizados e os controles ruins, que não podiam ser remapeados. No entanto, eles notaram que ter o jogador controlando dois personagens ao mesmo tempo adicionava profundidade à jogabilidade.  Neal Ronaghan da Nintendo World Report, elogiou a mecânica de jogo e o componente multijogador inspirados em Mario Kart: Double Dash, mas criticou Gensou SkyDrift por sua aparência e design desatualizados, bem como pelo modo história sem graça.  Chris Scullion da Nintendo Life, considerou o jogo como "um dos melhores jogos de kart além de Mario Kart no Switch", elogiando especialmente a mecânica de drift do título, mas criticou as pistas por serem "frustrantes", além da falta de conteúdo single-player e o pequeno número de jogadores para o modo online - "no momento em que este artigo foi escrito, o jogo tinha apenas uma semana e o online já estava tão morto quanto a esperança do Manchester United em ganhar o título da liga, então você pode muito bem assumir que nem há um modo online."  Steve Baltimore do Oprainfall, elogiou Gensou SkyDrift por seu estilo visual e arte, apesar da falta de polimento graficamente, seu senso de velocidade, trilha sonora e jogabilidade simples, mas notou a falta de dublagem e modos de jogo adicionais.

Os quatro revisores da Famitsu sentiram que a mecânica de tag team adicionou um elemento de estratégia em tempo real ao jogo, que, contudo, também foi criticada por não ser fácil de entender, mas elogiaram o jogo por sua sensação de velocidade e de estar em montanhas-russas japonesas em 3D".  Eric Ace da Cubed3, sentiu que era um título de corrida competente e bem feito, afirmando que "ele funciona melhor do que Mario Kart 8 ", que ele considerou lento e desajeitado. Porém, Ace criticou a falta de profundidade e conteúdo, bem como a curta duração.  Chris Harding da Pure PlayStation, criticou fortemente vários aspectos, como os visuais sem graça, jogabilidade, designs de pistas e itens de power-up ruins, falta de conteúdo e falta de jogadores no modo online, embora tenha notado que o manuseio do personagem era decente.  Dan Santaromita da Third Coast Review, criticou seu visual por ser primitivo, esquema de controle e campo de visão ruim que prejudicava a jogabilidade, embora tenha elogiado a mecânica de troca no estilo Double Dash por adicionar profundidade à jogabilidade. Santaromita comparou o jogo com Nickelodeon Kart Racers 2: Grand Prix por serem títulos licenciados com "direção satisfatória". 